# Foot Ball Club Liguria 1930-1931
Questa pagina raccoglie i dati riguardanti il Foot Ball Club Liguria nelle competizioni ufficiali della stagione 1930-1931.

## Rosa
| N. |                   | Ruolo | Calciatore          |
| -- | ----------------- | ----- | ------------------- |
|    | Italia (bandiera) | D     | Giorgio Alessandri  |
|    | Italia (bandiera) | D     | Avvenente           |
|    | Italia (bandiera) | D     | Luigi Bodrato       |
|    | Italia (bandiera) | D     | Luigi Cambiaso      |
|    | Italia (bandiera) | D     | Edgardo Ciancamerla |
|    | Italia (bandiera) | D     | Roberto De Andreis  |
|    | Italia (bandiera) | A     | Gettulio Falconi    |
|    | Italia (bandiera) | D     | Ernesto Finelli     |
|    | Italia (bandiera) | A     | Riccardo Fossati    |
|    | Italia (bandiera) | C     | Enrico Gallina      |
|    | Italia (bandiera) | A     | Giovanni Gavello    |
|    | Italia (bandiera) | A     | Carlo Gianelli      |
|    | Italia (bandiera) | A     | Giuseppe Grabbi     |
|    | Italia (bandiera) | A     | Grassi              |
|    | Italia (bandiera) | C     | Jonata              |

| N. |                   | Ruolo | Calciatore          |
| -- | ----------------- | ----- | ------------------- |
|    | Italia (bandiera) | A     | Luigi Landi         |
|    | Italia (bandiera) | A     | Giovanni Maggio     |
|    | Italia (bandiera) | C     | Gaetano Montaldo    |
|    | Italia (bandiera) | C     | Giacomo Narizzano   |
|    | Italia (bandiera) | C     | Mario Nervi         |
|    | Italia (bandiera) | A     | Silvio Olmo         |
|    | Italia (bandiera) | C     | Rinaldo Percivalle  |
|    | Italia (bandiera) | P     | Gerolamo Pizzimboni |
|    | Italia (bandiera) | A     | Armando Poggi       |
|    | Italia (bandiera) | P     | Vittorio Profumo    |
|    | Italia (bandiera) | A     | Giuseppe Raggio     |
|    | Italia (bandiera) | D     | Italo Righetti      |
|    | Italia (bandiera) | C     | Marco Tavella       |
|    | Italia (bandiera) | P     | Giovanni Zucca      |